# せらワイン
せらワインは、広島県世羅町の株式会社セラアグリパークが運営するせらワイナリーで作られるワインである。

## 概要
世羅町のブドウを特産品にしようと農業政策の一環として設立された。
せらワインの原料となるブドウは、「サンセミヨン」「ハニービーナス」「マスカットベリーＡ」「サンセミヨン」「ヤマソービニヨン」等で世羅町で栽培されている。

## 沿革
- 2002年11月 せらワイナリー設立
- 2006年4月 販売開始

せらワイナリー

- 2007年 赤ワインがJAPAN WINE COMPETITION 2007銅賞受賞

## 主なワイン
- せらワイン　白○○年（仕込みの年が入る）
- せらワイン　ハニービーナス○○年
- せらワイン　赤○○年
- せらワイン　メルロー
- せらワイン　ロゼ
- せらワイン　白（甘口・辛口）
- せらワイン　赤（甘口・辛口）
- ル・ブーケ　白（甘口）―せらの花束―

他特別仕様のプレミアム限定商品が発売される。

## 受賞歴
「日本ワインコンクール（Japan Wine Competition）」
- 第10回 2012年（平成24年）金賞受賞[4]
  - 国内改良・赤「せらワイン 赤 2010」